# Mixed Up
Mixed Up (Eigenschreibweise: MIXED UP) ist ein vom Bundesministerium für Familie, Senioren, Frauen und Jugend und der Bundesvereinigung Kulturelle Kinder- und Jugendbildung e.V. ausgelobter Wettbewerb. Unter dem Motto „Durch Zusammenarbeit gewinnen!“ prämiert der Wettbewerb seit 2005 erfolgreiche Modelle der Zusammenarbeit zwischen Trägern der Kulturellen Bildung und Schulen im gesamten Gebiet der Bundesrepublik Deutschland. Regelmäßig werden Preise im Gesamtwert von 15.000 Euro vergeben, mitunter auch zusätzliche Dotationen. Alle Wettbewerbsbeiträge werden in einer Datenbank für Kooperationen erfasst, damit „die Arbeit der bundesweiten Akteure (nachhaltig) sichtbar [bleibt und so ...] Dialog und Vernetzung“ gefördert werden.

## Ziele
Erklärte Ziele des Wettbewerbes sind die
1. Förderung der Zusammenarbeit zwischen Jugendarbeit, Kultur und Schule;
2. Verbesserung der Voraussetzungen für ganzheitliche Bildung und Kompetenzerwerb mit Kunst und Kultur;
3. Unterstützung von Kindern und Jugendlichen in ihrer Persönlichkeitsentwicklung
4. Verbesserung der kulturellen „Teilhabemöglichkeiten an Musik, Spiel, Theater, Tanz, Rhythmik, bildnerischem Gestalten, Literatur, Medien und Zirkus“.[1]

## Preisträger (unvollständig)
- 2013:
  - Preis Zusammenspiel: Laboratorium Bill Viola
  - Preis Diversity: Manege frei für Inklusion
  - Preis Dauerbrenner: Stranger than ...
  - Preis Ländlicher Raum: Begegnung mit dem "Fremden"
  - Preis Partizipation: Creativity connected – die AG
  - Länderpreis: Niedersachsen – Ganz schön anders
  - Kita: TUKI – Theater und Kita
  - Bildungslandschaft: 10 Jahre KS:BAM
  - Preis International: Museum der Träume[2]

- 2013:
  - Regulärer Preis
    - fairKauf eG, Hannover, für das in Zusammenarbeit mit der Landeshauptstadt Hannover (Fachbereich Kulturelle Kinder- und Jugendbildung), dem Wissenschaftsladen Hannover und fünf hannoverschen Schulen veranstaltete Aktionsspektakel zum Thema „Arm und Reich“ unter dem Titel „Hauptsache in Bewegung“.[3]
    - Theater Osnabrück, für das in Zusammenarbeit mit der Niedersächsischen Auslandsgesellschaft, dem Museum am Schölerberg, dem Zoo Osnabrück, den Stadtwerken Osnabrück, dem Lernstandort „Nackte Mühle“ und vier Osnabrücker Schulen durchgeführte Theaterprojekt „Die Aquanauten“ das die kostbare und lebensnotwendige Ressource Wasser ins Zentrum einer kreativen Auseinandersetzung stellte.[4]
    - Münchner Kammerspiele, für das in Zusammenarbeit mit der Mittelschule an der Elisabeth-Kohn-Straße durchgeführte Theaterprojekt „The Killer in me is the Killer in you, my love“.[5]

  - „StartUP“ Preis
    - Sophie-Scholl-Gesamtschule Berlin, für das in Zusammenarbeit mit der Musical&Co-Evergreen UG produzierte Meta-Musical „Traumatical - das ganz und gar selbstgemachte Klassenmusical“.[6]

  - „Länderpreis“
    - Stiftung Galerie für Zeitgenössische Kunst / GFZK FÜR DICH, für das in Zusammenarbeit mit der Kindertageseinrichtung Mottelerstraße und der Erich Kästner-Grundschule der Stadt Leipzig durchgeführte Projekt „Raumpioniere“.[7]

  - Sonderpreis „Inklusion“
    - P.A.K.T. e. V. Freiburg, für das in Zusammenarbeit mit dem E-Werk, dem Künstlerbüro agilkiosk, freischaffenden Künstlern, drei Freiburger Schulen und zahlreichen weiteren Partnern durchgeführte interkulturelles Inklusionsprojekt „Caravan artists on the road“.[8]

  - „Preis der Jugendjury“
    - Offene Gemeinschaftsgrundschule Heiligenhaus, für das in Zusammenarbeit mit Anne Lachmuth, Theater- und Medienpädagogin, durchgeführte Radioprojekt „Live-Radio in der Grundschule“.[9]